# Dentalització
La dentalització és un fenomen fonètic consistent a fer dental un so que no ho és. Es tracta d'un tipus d'assimilació en què un so apropa o torna el seu punt d'articulació dental per influència del context, com passa amb la n de cantar en català. S'indica amb un diacrític sota el fonema en forma de petita corba o claudàtor invertit (d̪). La dentalització afecta només les consonants. És un fenomen present en diversos idiomes, entre els quals es troba la majoria de les llengües romàniques.
En català es dentalitzen els sons nasals i laterals davant [t] o [d], però les consonants resultants no tenen rang de fonema sinó solament d'al·lòfon, ja que no poden constituir un parell mínim, és a dir, no hi ha cap paraula que es diferenciï només pel canvi entre un fonema i la seva variant dentalitzada. Per això a vegades s'obvia en la transcripció fonètica.